# 2295 Matusovskij
A 2295 Matusovskij (ideiglenes jelöléssel 1977 QD1) a Naprendszer kisbolygóövében található aszteroida. Nyikolaj Sztyepanovics Csernih fedezte fel 1977. augusztus 19-én.